# 库埃瓦斯德圣马尔科斯
库埃瓦斯德圣马尔科斯，是西班牙安达卢西亚自治区马拉加省的一个市镇。 总面积37平方公里，总人口3988人（2001年），人口密度108人/平方公里。